# Норинська волость
Норинська волость — адміністративно-територіальна одиниця Овруцького повіту Волинської губернії Російської імперії. Волосний центр — містечко  Норинськ.
Станом на 1885 рік складалася з 19 поселень, 9 сільських громад. Населення — 5285 осіб (2684 чоловічої статі та 2601 — жіночої), 429 дворових господарств.
|                     | Площа, десятин | У тому числі орної, десятин |
| ------------------- | -------------- | --------------------------- |
| Сільських громад    | 9764           | 6092                        |
| Приватної власності | 13387          | 2392                        |
| Казенної власності  | —              | —                           |
| Іншої власності     | 261            | 121                         |
| Загалом             | 23412          | 8605                        |

Основні поселення волості:
- Норинськ (пол. Noryńsk[2])  — колишнє власницьке містечко при річці Норинь за 15 верст від повітового міста, 720 осіб, 69 дворів, православна церква, синагога, школа, постоялий будинок, ярмарок, 2 водяних млини. За 4 версти — село різночинців Кобилине з 590 мешканцями, православна церква. За 14 та 20 верст — смоляні заводи.
- Збраньки — колишнє власницьке село при річці Норинь, 421 особа, 46 дворів, православна церква, 2 водяних млини.
- Полч — колишнє власницьке село при струмкові Жукові, 170 осіб, 15 дворів, смоляний завод.
- Шоломки — колишнє власницьке село при річці Норинь, 350 осіб, 41 двір, православна церква, 2 водяних млини.